# 萊氏銀帶鯡
萊氏銀帶鯡為輻鰭魚綱鲱形目鲱科的其中一種，分布於中西太平洋區的新幾內亞及索羅門群島海域，棲息深度可達50公尺，體長可達6公分，棲息在沿海，可做為食用魚，生活習性不明。

## 擴展閱讀
維基物種上的相關：萊氏銀帶鯡